# Teatro romano de Mérida

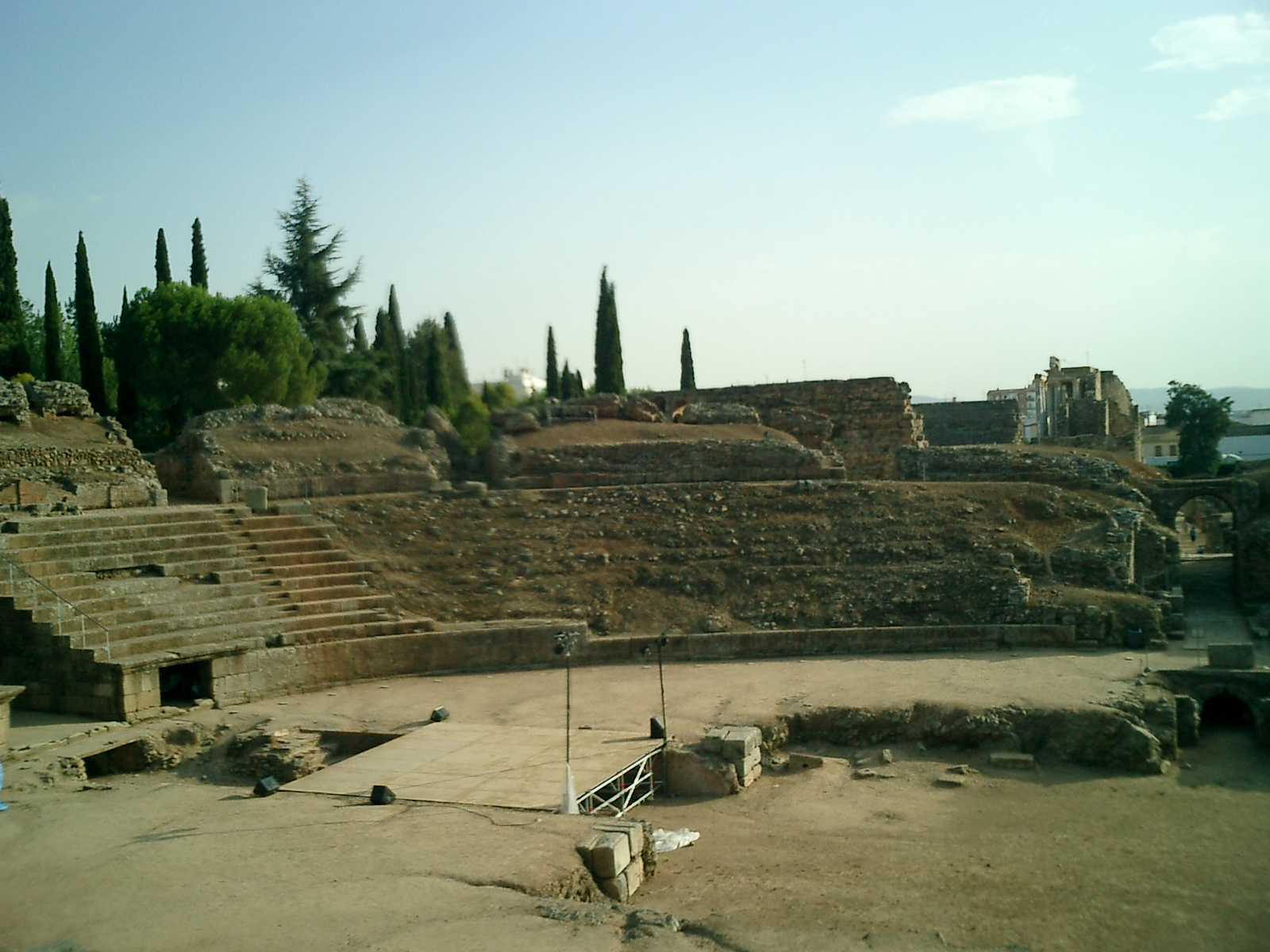
Anfiteatro Romano de Mérida.

O Teatro Romano de Mérida foi mandado construir pelo cônsul Marco Vipsânio Agripa e inaugurado, possivelmente, entre os anos 16-15 d.C.
Situado em Mérida, a capital da Estremadura, em Espanha, é um dos mais relevantes monumentos da cidade e desde 1933 alberga o Festival de Teatro Clássico com o qual recupera a sua função original.
Está composto por um terraço com capacidade, no momento, para 6 000 espectadores, divididos em três zonas, pela orquestra, lugar em que nas representações ocupava o coro, o palco e por último o cenário.
O teatro sofreu várias remodelações, a mais importante foi em finais do século I, possivelmente na época do imperador Trajano, quando se levantou a actual frente do palco, e outra entre os anos 330-340.